# Morti nel 1527
| Questa pagina contiene informazioni ricavate automaticamente dalle voci biografiche con l'ausilio del template Bio e di un bot. L'aggiornamento è periodico e automatico e ricostruisce completamente la pagina. Se manca una persona in questa lista, sei pregato di non aggiungerla, ma accertati piuttosto che la sua voce biografica contenga il template Bio e che i dati anagrafici siano correttamente compilati. Se il template Bio manca, inseriscilo tu stesso o, in alternativa, metti l'avviso {{tmp\|Bio}} che ne segnala la mancanza. Se i dati riportati sono sbagliati, correggi direttamente la voce biografica; le modifiche saranno visibili in questa lista entro pochi giorni. Per chiarimenti vedi il progetto biografie. La lista contiene solo le 68 persone che sono citate nell'enciclopedia e per le quali è stato implementato correttamente il template Bio. Pagina aggiornata al 10 ago 2025. |

## Gennaio(1)
- 5 gennaio - Felix Manz, svizzero (n. 1498)

## Febbraio(1)
- 24 febbraio - Filiasio Roverella, arcivescovo cattolico italiano

## Marzo(1)
- 2 marzo - Damigella Trivulzio, letterata e poetessa italiana (n. 1483)

## Aprile(1)
- 19 aprile - Cristoforo I di Baden, nobile tedesco (n. 1453)

## Maggio(4)
- 6 maggio - Carlo III di Borbone-Montpensier, condottiero francese (n. 1490)
- 6 maggio - Kaspar Röist, militare svizzero (n. 1478)
- 19 maggio - Henry Algernon Percy, V conte di Northumberland, conte britannico (n. 1477)
- 24 maggio - Domenico Pecori, pittore e mercante italiano

## Giugno(4)
- 1º giugno - Girolamo Lippomano, imprenditore e ambasciatore italiano (n. 1460)
- 21 giugno - Niccolò Machiavelli, politico, politologo e storico italiano (n. 1469)
- 22 giugno - William Carey, nobile britannico (n. 1495)
- 28 giugno - Bernardo de' Rossi, vescovo cattolico italiano (n. 1468)

## Luglio(3)
- 2 luglio - Domenico Giacobazzi, cardinale e vescovo cattolico italiano (n. 1444)
- 28 luglio - Rodrigo de Bastidas, esploratore e condottiero spagnolo (n. 1460)
- 31 luglio - Giorgio Corner, politico italiano (n. 1452)

## Agosto(2)
- 19 agosto - Giovanni Maria da Varano, politico italiano (n. 1481)
- 25 agosto - Ercole Rangoni, cardinale e vescovo cattolico italiano (n. 1491)

## Settembre(6)
- 7 settembre - Bartolomeo Bonascia, pittore e architetto italiano (n. 1450)
- 9 settembre - Ferdinando Ponzetti, cardinale e vescovo cattolico italiano (n. 1444)
- 17 settembre - Alessandro Gonzaga, condottiero italiano (n. 1494)
- 21 settembre - Casimiro di Brandeburgo-Bayreuth (n. 1481)
- 23 settembre - Gian Lodovico II Pallavicino, nobile italiano
- 23 settembre - Carlo di Lannoy, militare olandese (n. 1487)

## Ottobre(4)
- 3 ottobre - Giampaolo Manfrone, condottiero italiano (n. 1441)
- 6 ottobre - Giovanni di Leonardo Carnesecchi, politico italiano (n. 1466)
- 7 ottobre - Giovanni Francesco Acquaviva d'Aragona, condottiero italiano (n. 1483)
- 27 ottobre - Johann Froben, editore e tipografo svizzero

## Novembre(2)
- 8 novembre - Hieronymus Emser, teologo e umanista tedesco (n. 1477)
- 15 novembre - Caterina di York, nobile britannica (n. 1479)

## Dicembre(2)
- 6 dicembre - Diogo Boitaca, architetto portoghese
- 28 dicembre - Federico Gonzaga, condottiero italiano

## Senza giorno specificato(37)
- Giovanni Acciaiuoli, politico italiano
- Lorenzo Allegri, pittore italiano
- Angelo di Lorentino, pittore italiano
- Girolamo Arcari, architetto italiano
- Botanka Shōhaku, poeta giapponese (n. 1443)
- Antonio Brea, pittore italiano
- Fabio Calvo, filologo italiano
- Andrea Cambini, storico, umanista e scrittore italiano
- Tiberio Carafa, I duca di Nocera, nobile italiano
- Francesco Colonna, religioso italiano (n. 1433)
- Pietro de Fossis, compositore e direttore di coro fiammingo
- Marco Dente, incisore italiano (n. 1493)
- Domenico Puligo, pittore italiano (n. 1492)
- Jan van Dornicke, pittore fiammingo (n. 1470)
- Cornelis Engebrechtsz, pittore olandese
- Andrea Fulvio, umanista, antiquario e numismatico italiano
- Carlo di Leonardo Ginori, politico italiano (n. 1473)
- Wolfgang Goler, vescovo cattolico tedesco
- Juan de Grijalva, condottiero e esploratore spagnolo
- Guglielmo da Montegrino, pittore italiano
- Ambrogio Landriani, nobile e militare italiano (n. 1459)
- Giovanni di Lorenzo Larciani, pittore italiano (n. 1484)
- Cristoforo Marcello, teologo e vescovo cattolico italiano (n. 1480)
- Morto da Feltre, pittore italiano
- Aldobrandino Orsini, arcivescovo cattolico italiano
- Lattanzio Petrucci, vescovo cattolico italiano
- Florimond Robertet, funzionario francese (n. 1458)
- Giovanni Ruffo de Theodoli, arcivescovo cattolico italiano
- Antonio di Salvi, orafo italiano (n. 1450)
- Panfilo Sasso, poeta, filosofo e teologo italiano
- Giovanni del Sega, pittore italiano
- Jane Shore, nobildonna inglese (n. 1445)
- Pietro Tornabuoni, politico italiano (n. 1440)
- Scaramuccia Trivulzio, cardinale e vescovo cattolico italiano (n. 1465)
- Felice Trofino, arcivescovo cattolico italiano
- Elizabeth Trussell, nobildonna inglese (n. 1496)
- Gerhard van Wou, olandese (n. 1440)